# Scorpiops petersii
Espèce
Scorpiops petersii est une espèce de scorpions de la famille des Scorpiopidae.

## Distribution
Cette se rencontre en Inde en Himachal Pradesh, en Uttarakhand, au Jammu-et-Cachemire, au Sikkim, dans le Nord du Bengale-Occidental et au Meghalaya, au Bhoutan, au Pakistan au Gilgit-Baltistan et en Chine au Tibet,.

## Description
La femelle holotype mesure 50 mm.
Scorpiops petersii mesure jusqu'à 75 mm.

## Étymologie
Cette espèce est nommée en l'honneur de Wilhelm Peters.

## Publication originale
- Pocock, 1893 : « Notes on the classification of Scorpions, followed by some observations upon synonymy, with descriptions of new genera and species. » Annals and Magazine of Natural History, sér. 6, vol. 12, p. 303–330 (texte intégral).